# Microinjecció espermàtica
|  | Aquest article tracta sobre un mètode de reproducció assistida. Si cerqueu altres mètodes de reproducció assistida, vegeu «reproducció assistida». |

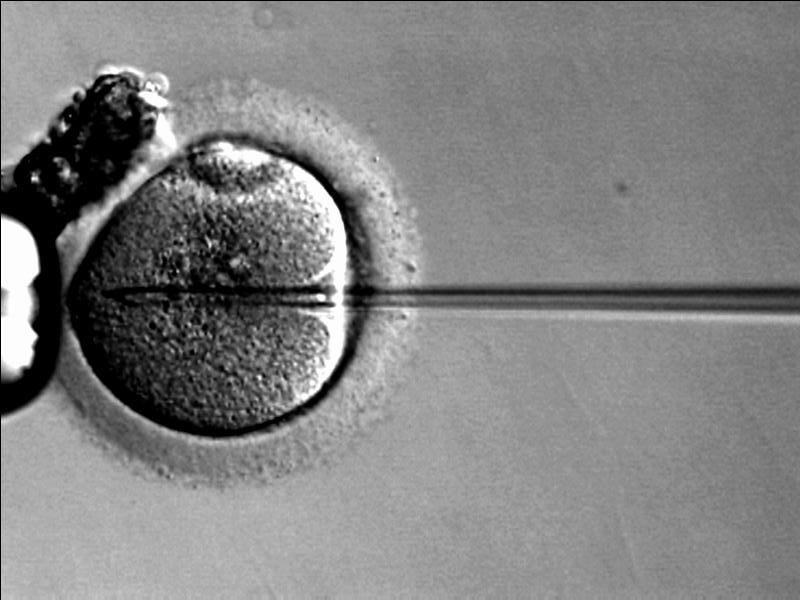
Injectació d'Oòcit durant la ICSI

La microinjecció intracitoplasmàtica, espermàtica o ICSI d'espermatozous és una tècnica de reproducció assistida que consisteix en la introducció d'un espermatozou al citoplasma de l'òvul mitjançant una microagulla. Es realitza quan les tècniques d'inseminació artificial o de fecundació in vitro no han donat resultat.
Actualment es disposa de bancs de gàmetes procedents de donants anònims. Els gàmetes es conserven congelats i després de controls mèdics molt rigorosos, tant els òvuls com els espermatozoides es poden fer servir per a la fecundació.

## Història
La tècnica va ser desenvolupada per Gianpiero Palerm al voltant de l'any 1991 a la Vrije Universiteit Brussel, al Centre de Medicina Reproductiva dirigit per Paul Devroey i Andre Van Steirteghem. El primer nadó nord-americà, va ser concebut amb la tècnica en Biologia Reproductiva Associada (BRA) a Atlanta, Geòrgia el 1992 sota la direcció de Michael Tucker, PhD i Joe Massey, La primera experiència de grans dimensions amb la tècnica als Estats Units va ser publicada per Joseph D. Schulman i els seus companys de l'Institut de Genètica i FIV el 1995.

## Equipament
Consisteix bàsicament en un microscopi invertit amb una placa calefactada per a un manteniment òptim del material biològic. A més, també es necessitaran els manipuladors. Aquests seran una pipeta de holding i una d'injecció, a més, un manipulador elèctric per a grans moviments i un hidràulic per a moviments més fins. També es necessitaran microinjectors (com pipetes d'injecció per aspirar i injectar els espermatozoides). Al seu torn, també xeringues hermètiques farcides amb oli mineral i una taula antivibratòria per assegurar les condicions idònies de treball.

## Procés

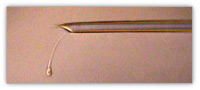
1. L'aspiració d'espermatozoides seleccionats per l'agulla de perforació.

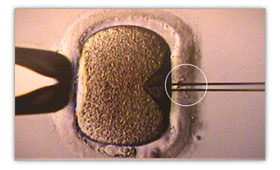
2. Inici de l'injectació

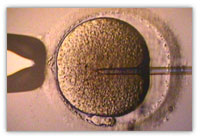
3. Injectació completada

El procés de la Microinjecció Introcitoplasmática o ICSI és molt similar al de la fecundació in vitro convencional. L'única diferència és que en l'ICSI la inseminació dels òvuls es fa mitjançant la introducció, de manera artificial i amb un micromanipulador, d'un espermatozoide en cada un dels òvuls madurs obtinguts.
Així els passos a seguir en la microinjecció espermàtica són:
1. Control i estimulació ovàrica: La primera fase consisteix en una hiperestimulació controlada dels ovaris per intentar obtenir un nombre més gran d'oòcits que en una ovulació normal.
2. Fecundació in vitro: Dins d'aquesta fase central s'engloba l'extracció dels oòcits, la preparació del semen i la microinjecció pròpiament dita.
3. Transferència dels embrions: En aquesta fase, els preembrions fecundats són transferits a l'úter matern.
4. Criopreservació: Després de transferir els embrions a l'úter, els preembrions no transferits que tinguin bona qualitat es congelen en nitrogen líquid per a futurs embarassos.

## Complicacions
Hi ha alguns indicis que els defectes de naixement s'incrementen amb l'ús de la FIV en general, i específicament ICSI, encara que els resultats de diferents estudis són diferents. En un document de resum, el Comitè de Pràctica de la Societat Americana de Medicina Reproductiva diu que considera el tractament ICSI segur i eficaç per a la infertilitat masculina, però pot portar un major risc per a la transmissió de determinades anomalies genètiques a la descendència, ja sigui a través del procediment o través d'un major risc inherent d'aquestes anormalitat en els pares de sotmetre al procediment.

## Pacients en el qual està indicada
La tècnica de la ICSI està indicada pels casos següents:
- En els casos de factor masculí (defectes seminals simples o combinats) que comprèn les oligoastenoteratospèrmies greus, les criptospèrmies, les azoospèrmies d'origen obstructiu i secretor no tractables, i les ejaculacions amb espermatozous completament immòbils (astenospèrmies totals i necrospèrmies).
- En els casos de no fecundació en un cicle de FIV previ.
- També en els casos de mostres d'esperma valuoses (mostres criopreservades d'homes vasectomitzats, tractats amb radioteràpia o quimioteràpia).
- Quan s'obté una concentració final baixa d'espermatozous mòbils, en cicles de FIV previs amb una taxa de fecundació baixa, o quan els espermatozous són d'origen testicular.